# Walter Bartel
Walter Bartel, né le 15 septembre 1904 à Fürstenberg/Havel et mort le 16 janvier 1992 à Berlin, est un résistant communiste au nazisme, un historien et un professeur d'université.

## Biographie
Walter Bartel naît en 1904 à Fürstenberg/Havel dans une famille ouvrière. Après trois ans de formation, de 1918 à 1921, il est employé de commerce à Munich et Berlin. En 1920, il adhère à la Jeunesse socialiste et au syndicat des employés, puis rejoint le Parti communiste d'Allemagne (KPD) en 1923. Il milite à la direction clandestine en Bavière du sud, d'où il est expulsé après une incarcération d'octobre 1923 à avril 1924. Il exerce ensuite des responsabilités au sein de la Jeunesse communiste à Berlin-Brandenburg.  De 1926 à 1928, il est comptable à la maison d'édition de l'internationale de la jeunesse à Berlin.
En 1929, il commence des études de marxisme-léninisme à l'École internationale Lénine de Moscou qu'il termine en 1932 comme aspirant. De retour en Allemagne, il assure le secrétariat de la direction de Berlin-Brandenburg et, début 1933, de la section Agitprop dans le district de Halle-Merseburg. Le 26 juin 1933, il est arrêté à Berlin pour « préparation d'une entreprise de haute trahison » et condamné en février 1934 à une peine de deux ans et trois mois d' emprisonnement qu'il purge à la prison de Brandebourg. En avril 1936, il émigre en Tchécoslovaquie et est exlu du KPD pour « lâcheté ». Après l'occupation allemande de la Tchécoslovaquie, il est arrêté le 16 mars 1939 et envoyé en octobre dans le camp de concentration de Buchenwald. Avec Ernst Busse et Harry Kuhn, Walter Bartel fait rapidement partie de la direction clandestine du KPD. À partir de 1943, il est président du Comité international clandestin de Résistance qu'il s'est employé à mettre sur pied et dirige les opérations de libération des déportés le 11 avril 1945.
Rentré à Berlin en juin 1945, Bartel occupe de hautes fonctions auprès du bourgmestre-gouverneur de Berlin, puis de Wilhelm Pieck. En 1953, il est démis de ses fonctions, en même temps que Franz Dahlem, et envoyé comme lecteur à l'université de Leipzig. Il y soutient sa thèse de doctorat et obtient un poste de professeur d'histoire moderne, matière qu'il enseigne ensuite à l'université Humboldt de Berlin à partir de 1962. Il dirige l'Institut allemand de recherche en histoire contemporaine (Deutsche Institut für Zeitgeschichte - DIZ) de 1957 à 1962. 
À partir des années 1970, il s'implique particulièrement dans les recherches sur la résistance des détenus du camp de Buchenwald. Il est membre du présidium du Comité des résistants antifascistes en RDA, président du Comité de Buchenwald et, pendant de nombreuses années, vice-président du Comité international de Buchenwald-Dora et Kommandos.

## Distinctions
Walter Bartel est décoré de la médaille Johannes-R.-Becher en 1964, l'Ordre du mérite patriotique en 1969, de l'Ordre de Karl-Marx en 1974, de la médaille d'honneur du Comité soviétique des vétérans de guerre en 1979, de l'Étoile de l'amitié des peuples en 1984.
L'université de Leipzig lui délivre le titre de docteur honoris causa en 1974 à l'occasion de son 70e anniversaire.

## Publications
- Karl Liebknecht gegen Krupp, Berlin, Dietz, 1951
- Deutschland der Zeit der faschistischen Diktatur Berlin, 1956
- Die Linken in der deutschen Sozialdemokratie im Kampf gegen Militarismus und Krieg, Berlin, Dietz Verlag, 1958
- Buchenwald. Mahnung und Verpflichtung (ouvrage collectif), Berlin 1960
- Ein Held der Nation. Aus dem Leben Ernst Thälmanns. Berlin 1961
- La Résistance allemande et les Alliés pendant la deuxième guerre mondiale, [Milano, : Museo della Scienza e della technica, 1961
- Karl Liebknecht : sein Leben in Bildern, illustrations Karl Wiegel, Leipzig, Verlag Enzylklopädie, 1961
- Karl Liebknecht, 3e édition révisée, Leipzig, VEB Bibliographisches Institut, 1974